# Who You Selling For
| Recensione | Giudizio |
| ---------- | -------- |
| Allmusic   | [ 1 ]    |
| Rock Sound | 6/10     |

Who You Selling For è il terzo album in studio del gruppo rock statunitense The Pretty Reckless pubblicato il 21 ottobre 2016.

## Tracce
Testi e musiche di Ben Philips e Taylor Momsen.
1. The Walls Are Closing In/Hangman – 6:36
2. Oh My God – 3:25
3. Take Me Down – 4:13
4. Prisoner – 3:00
5. Wild City – 4:48
6. Back To The River (feat. Warren Haynes) – 5:07
7. Who You Selling For – 2:47
8. Bedroom Window – 2:04
9. Living In The Storm – 5:01
10. Already Dead – 4:16
11. The Devil's Back – 7:06
12. Mad Love – 3:23

## Formazione
The Pretty Reckless
- Taylor Momsen – voce, chitarra
- Ben Phillips – chitarra, cori
- Mark Damon – basso
- Jamie Perkins – batteria, percussioni

Altri musicisti
- Warren Haynes – chitarra solista nella traccia 6
- Tommy Byrnes – chitarra ritmica nella traccia 6
- Andy Burton – pianoforte, organo, tastiere
- Janice Pendarvis – cori nelle tracce 3, 5
- Jenny Douglas-Foot – cori nelle tracce 3, 5
- Sophia Ramos – cori nelle tracce 3, 5

Tecnici
- Kato Khandwala – produttore, missaggio, registrazione
- Sean "Gingineer" Kelly – ingegneria del suono
- Ted Jensen – masterizzazione
- Christian Pelaez – assistenza registrazione
- Noel Herbolario – assistenza registrazione
- Josh Gomersall – assistenza registrazione